# 利珀湖
利珀湖（德語：Lieper See），是德國的湖泊，位於該國東北部，由梅克倫堡-前波美拉尼亞州負責管轄，處於梅克倫堡湖區縣，長1.3公里、寬0.6公里，面積0.48平方公里，海拔高度69米。
53°26′4.54″N 12°58′55″E / 53.4345944°N 12.98194°E